# Liste der Bodendenkmäler im Zückshuter Forst
Auf dieser Seite sind die Bodendenkmäler in dem oberfränkischen gemeindefreien Gebiet Zückshuter Forst zusammengestellt. Diese Tabelle ist eine Teilliste der Liste der Bodendenkmäler in Bayern. Grundlage ist die Bayerische Denkmalliste, die auf Basis des Bayerischen Denkmalschutzgesetzes vom 1. Oktober 1973 erstmals erstellt wurde und seither durch das Bayerische Landesamt für Denkmalpflege geführt wird. Die folgenden Angaben ersetzen nicht die rechtsverbindliche Auskunft der Denkmalschutzbehörde.

| Lage                        | Objekt                                                                                              | Akten-Nr.     | Bild |
| --------------------------- | --------------------------------------------------------------------------------------------------- | ------------- | ---- |
| Zückshuter Forst (Standort) | Bestattungsplatz mit Grabhügeln vorgeschichtlicher Zeitstellung und frühneuzeitliche Schanzanlagen. | D-4-6031-0110 |      |